# Octamoxina
La octamoxina (nombres comerciales ximaol y nimaol), también conocida como 2-octilhidrazina, es un inhibidor de la monoaminooxidasa (IMAO) irreversible y no selectivo derivado de la hidrazina que fue utilizado como antidepresivo en la década del 60; actualmente se encuentra descontinuado.